# Cartoonists Rights Network International
Cartoonists Rights Network International (CRNI « Réseau des droits des dessinateur de presse International ») est une organisation non gouvernementale américaine à but non lucratif fondée en 1999 par Robert Russell. Elle vise à promouvoir les droits humains et à protéger la liberté de création des dessinateurs de presse. 

## Présentation
L'ONG américaine Cartoonists Rights Network International soutient les dessinateurs de presse victimes d'intimidations, condamnations ou agressions par des activités de lobbying, un soutien juridique et financier, et la remise d'un prix annuel.
En 2019, l'ONG britannique Index on Censorship a récompensé pour la qualité de ses campagnes le CRNI en lui décernant un de ses quatre prix de la Liberté d'expression.
Terry Anderson en est le directeur exécutif.

## Prix Robert Russell du courage dans le dessin de presse
Le CRNI remet depuis sa création un prix (doté de 1 000 $) récompensant un dessinateur de presse en danger (souvent emprisonné) ou ayant défendu à ses risques et périls la liberté d'expression. Nommé « prix du courage dans le dessin de presse » (Courage in Editorial Cartooning Award) depuis sa fondation, il a pris en 2019 le nom du fondateur du réseau, l'Américain Robert Russell.

### Liste des lauréats
| Année | Lauréat                           | Pays                          |
| ----- | --------------------------------- | ----------------------------- |
| 1999  | Doğan Güzel (en)                  | Turquie                       |
| 2000  | Essam Hanafy                      | Égypte                        |
| 2001  | Nikahang Kowsar (en)              | Iran                          |
| 2002  | Nyemb Popoli                      | Cameroun                      |
| 2003  | non décerné                       | non décerné                   |
| 2004  | Tony Namate (en)                  | Zimbabwe                      |
| 2005  | Musa Kart (tr)                    | Turquie                       |
| 2006  | Ali Dilem                         | Algérie                       |
| 2006  | « Les Douze Dessinateurs danois » | Danemark                      |
| 2007  | Zapiro                            | Afrique du Sud                |
| 2008  | Baha Boukhari                     | Palestine                     |
| 2009  | Mario Robles Patiño               | Mexique                       |
| 2010  | Mana Neyestani                    | Iran                          |
| 2011  | Zunar (en)                        | Malaisie                      |
| 2012  | Aseem Trivedi (en)                | Inde                          |
| 2012  | Ali Ferzat                        | Syrie                         |
| 2013  | Akram Raslan (en)                 | Syrie                         |
| 2014  | Kanika Mishra                     | Inde                          |
| 2014  | Majda Shaheen                     | Palestine                     |
| 2015  | Atena Farghadani                  | Iran                          |
| 2016  | Eaten Fish                        | Iran                          |
| 2017  | Ramón Esono Ebalé                 | Guinée équatoriale            |
| 2018  | Pedro X. Molina                   | Nicaragua                     |
| 2019  | Badiucao                          | République populaire de Chine |
| 2020  | Ahmed Kabir Kishore               | Bangladesh                    |